# (13925) 1986 QS3
(13925) 1986 QS3 là một tiểu hành tinh vành đai chính. Nó được phát hiện bởi Henri Debehogne ở Đài thiên văn La Silla ở Chile ngày 29 tháng 8 năm 1986.